# 23. Waffen-Gebirgs-Division der SS Kama (kroatische Nr. 2)
23. Waffen-Gebirgs-Division der SS Kama (kroatische Nr. 2), var en tysk militär enhet inom Waffen-SS.
Divisionen bestod huvudsakligen av bosniaker, vilka stred för Nazityskland under det andra världskriget. Benämningen "kroatische Nr. 2" syftade på den Oberoende staten Kroatien, vilken var en lydstat till Nazityskland. 
Namnet "Kama " syftade på benämningen för en dolk som användes av herdar på Balkan. Sedan denna division hade upplösts överfördes dess nummer "23" till 23. SS-Freiwilligen-Panzergrenadier-Division Nederland (niederlandische Nr. 1)

## Bakgrund

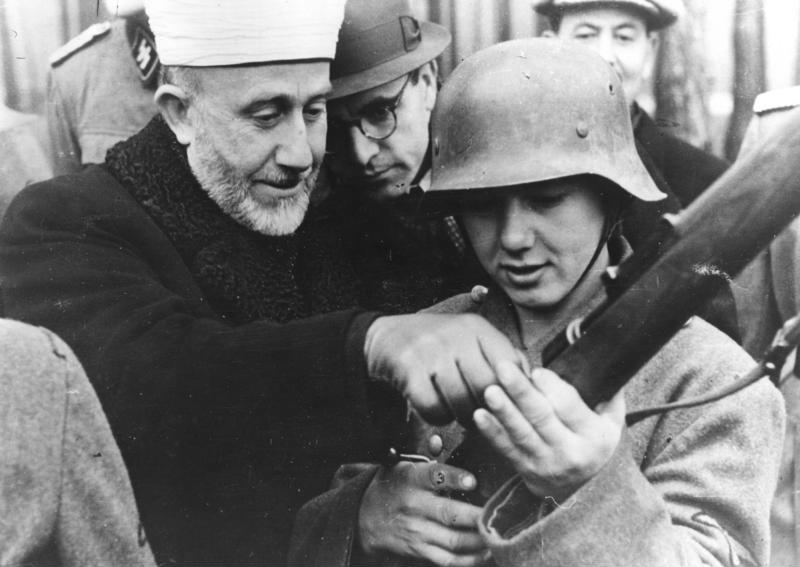
Haj Amin al-Husseini med en bosnisk frivillig i Waffen-SS.

Det ansågs att 13. Waffen-Gebirgs-Division der SS Handschar (kroatische Nr. 1) var en framgång för tyskarna, och man ville därför rekrytera fler soldater vilka hade en liknande bakgrund. Stormuftin av Jerusalem Haj Amin al-Husseini, vilken under det andra världskriget tjänstgjorde som Gruppenführer inom SS, arbetade med att rekrytera muslimska frivilliga till den tyska krigsmakten, främst i balkan. Hans insatser härvidlag har ansetts som mycket betydelsefulla. I april 1943 kom han exempelvis till Sarajevo, där han mottogs entusiastiskt, och träffade bland andra Uzeiraga Hadzihasanovic och hadzi-Mujaga Merhemic, vilka han redan 1931 hade knutit kontakter med i samband med den all-islamska konferensen i Jerusalem. Haj Amin al-Husseini verkade vid sitt besök kraftfullt för att muslimer skulle ansluta sig till Waffen-SS. 
I maj 1943 överfördes al-Husseini formellt till SS högkvarter, där han deltog i rekryteringen av SS män från Balkan, Sovjet, Mellanöstern och Nordafrika. Ett stort antal muslimer kom också att tjänstgöra inom Waffen-SS, och divisionerna 13. Waffen-Gebirgs-Division der SS Handschar (kroatische Nr. 1), 21. Waffen-Gebirgs-Division der SS Skanderbeg (albanische Nr. 1) och 23. Waffen-Gebirgs-Division der SS Kama (kroatische Nr. 2) bestod huvudsakligen av muslimer. För att tillgodose behovet av imamer inom SS, och då särskilt dess fältförband, startade SS en imamutbildning i Dresden, för vilken al-Husseini skall ha haft ett övergripande inflytande över.

## Verksamhet
Formellt bildades divisionen den 19 juni 1944. Den blev dock aldrig fullständigt etablerad. Delar av divisionen deltog i strider i södra Ungern i början av oktober 1944. Det uppstod ett myteri den 17 oktober 1944. Divisionen upplöstes formellt den 31 oktober 1944.